# Sziklai-Paar

Sziklai-Paar bestehend aus zwei komplementären Bipolartransistoren Q_{1} und Q_{2}, die zusammen wie ein npn-Transistor wirken

Sziklai-Paar bestehend aus zwei komplementären Bipolartransistoren Q_{1} und Q_{2}, die zusammen wie ein pnp-Transistor wirken

Ein Sziklai-Paar, auch als Komplementär-Darlington-Schaltung bezeichnet, ist eine elektronische Schaltung aus zwei Bipolartransistoren ähnlich einer Darlington-Schaltung, wobei im Gegensatz zu dieser zwei unterschiedliche Bipolartransistoren, je ein npn-Transistor und ein pnp-Transistor, Verwendung finden. Die Schaltung ist nach dem amerikanisch-ungarischen Ingenieur George Clifford Sziklai benannt, der sie im Jahr 1953 entwickelte.

## Funktionsweise und Eigenschaften
In der Literatur werden zwei Varianten eines Sziklai-Paars beschrieben. Je nach Anordnung des npn- und des pnp-Transistors wirkt das Sziklai-Paar als npn- oder als pnp-Transistor. Durch die Zusammenschaltung der beiden komplementären Transistoren wird eine höhere Stromverstärkung als mit einzelnen Bipolartransistoren erreicht.
Die Basis-Emitter-Spannung UBE, die Spannung zwischen den mit B und E markierten Anschlüssen in nebenstehender Schaltskizze, beträgt bei beiden Varianten rund 0,6 V – im Gegensatz zur Darlington-Schaltung mit ihrer doppelt so hohen Basis-Emitter-Spannung von rund 1,2 V. Wie bei Darlington-Stufen beträgt die Sättigungsspannung in der Kollektor-Emitter-Strecke UCE rund 0,6 V. In praktischen Anwendungen wird zusätzlich ein Widerstand im Bereich von 0,1 bis 1 kΩ zwischen Emitter und Basis von Q2 geschaltet, um die Ausschaltzeiten für schnelle Schaltanwendungen zu verkürzen.

## Anwendung
Das Sziklai-Paar spielte in der praktischen Schaltungstechnik trotz technischer Vorteile zunächst gegenüber der Darlington-Stufe eine untergeordnete Rolle, da sich zwei npn-Transistoren der Darlington-Schaltung auf einem gemeinsamen Halbleitersubstrat leichter fertigen lassen als eine Kombination aus npn- und pnp-Transistor. Anwendungen der Komplementär-Darlington-Schaltung liegen im Bereich von bipolaren, integrierten Verstärkern und deren Gegentaktendstufen.